# Grevillea crithmifolia
Grevillea crithmifolia,  es una especie de arbusto  del gran género  Grevillea perteneciente a la familia  Proteaceae. Es originaria del sudoeste de Australia Occidental.

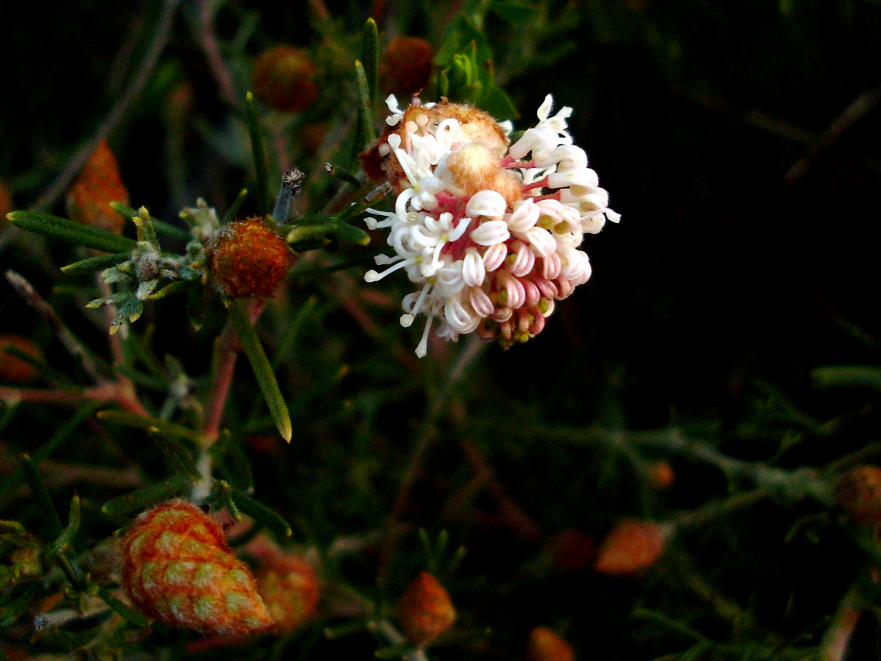
Vista de la planta

## Descripción
Por lo general, crece alcanzando un tamaño de entre 0,6 y 2,5 metros de altura y produce flores entre junio y septiembre (comienzo del invierno a la primavera) en su área de distribución natural. Estas son de color rosa, llegando a ser de color blanco cremoso.

## Taxonomía
Grevillea crithmifolia fue descrita por Robert Brown y publicado en Supplementum primum prodromi florae Novae Hollandiae 23. 1830.
Etimología
Grevillea, el nombre del género fue nombrado en honor de Charles Francis Greville, cofundador de la Royal Horticultural Society.
crithmifolia: epíteto latíno que significa "con las hojas de Crithmum.
Sinonimia
- Grevillea sternbergiana Benth.[5]